# Antonio Spadavecchia
Antonio Emmanouïlovitch Spadavecchia (Антонио Эммануилович Спадавеккиа), né à Odessa le 21 mai (3 juin) 1907 et mort à Moscou le 7 février 1988, est un compositeur soviétique, descendants d'Italiens.

## Biographie
Ses grands parents du côté maternel et paternel ont émigré de Bari en Russie et ses parents sont cousins germains. Ses deux grands-pères étaient deux frères, marins de profession qui connaissaient déjà plusieurs ports russes quand ils ont décidé d'émigrer avec leurs épouses: l'une était de Bari et l'autre de Brindisi. Antonio Spadavecchia perd sa mère à l'âge de treize ans. Il devient mousse sur un bateau à vapeur, puis se rend à Moscou pour étudier la musique au conservatoire de Moscou. Il est élève de la classe de composition de Vissarion Chebaline et sort diplômé en 1937. Ensuite, il prend des leçons auprès de Prokofiev.
Il devient membre du PCUS en 1944. Il est enterré au cimetière de Kountsevo.

## Compositions

### Opéras
- Akbouzat (Le Cheval Magique), en coll. avec Khalik Zaïmov (créé en 1942 au théâtre d'opéra et de ballet de Bachkirie)
- L'Aubergiste d'après La locandiera de Goldoni (créé en 1947 au théâtre musical Stanislavski et Nemirovitch-Dantchenko)
- Le Chemin des tourments («Хождение по мукам») d'après le roman éponyme d'Alexis Tolstoï (créé en 1953 au théâtre d'opéra et de ballet de Perm)
- Lettre d'une inconnue («Письмо незнакомки»), mono-opéra d'après la nouvelle de Stefan Zweig
- Le Taon («Овод»), d'après le roman d'Ethel Lilian Voynich (créé en 1958 au théâtre d'opéra et de ballet de Perm)[4].

### Opérettes
- Le Mariage inattendu («Нежданная свадьба») d'après un roman d'Alexeï Tolstoï (créé en 1944 au théâtre d'opéra et de ballet de Bachkirie)

### Ballets
- Les Ennemis («Враги» (créé en 1938 à Moscou)
- La Rive du bonheur («Берег счастья» (créé en 1948 à Moscou sur un livret de Piotr Abolimov)

### Musique de film
- 1947 — Cendrillon
- 1947 — Pour ceux qui sont en mer (За тех, кто в море)
- 1950 — Les Audacieux (Смелые люди)
- 1950 — Pipe et Cruche (Дудочка и кувшинчик) (dessin animé)
- 1953 — La Frontière dans la montagne (Застава в горах)
- 1953 — Le Fruit du péché (Беззаконие) (court-métrage)
- 1955 — La Fontaine (Фонтан) (court-métrage)
- 1957 — Le Garçon de gutta-percha (Гуттаперчевый мальчик)
- 1957 — Les Bottes (Сапоги) d'après Tchekhov (court-métrage)
- 1959 — Les Inflexibles (Неподдающиеся)
- 1960 — Probation (Испытательный срок)
- 1960 — Une mauvaise journée (Шумный день)
- 1962 — La Mouette noire (Чёрная чайка)
- 1963 — Caïn XVIII (Каин XVIII)
- 1964 — L'Île de Koldoun (Остров Колдун)
- 1973 — Le Spectacle commence (Представление начинается) (téléspectacle)
- 1980 — L'Immeuble rue Lesnaïa (Дом на Лесной)